# Улица Лазенна
Улица Лазенна (пол. Ulica Łazienna — Банная) — короткая, около 130 м, улица во Вроцлаве в историческом районе Старый город. Проходит от улицы Келбаснича до улицы Новы Свят.

## История

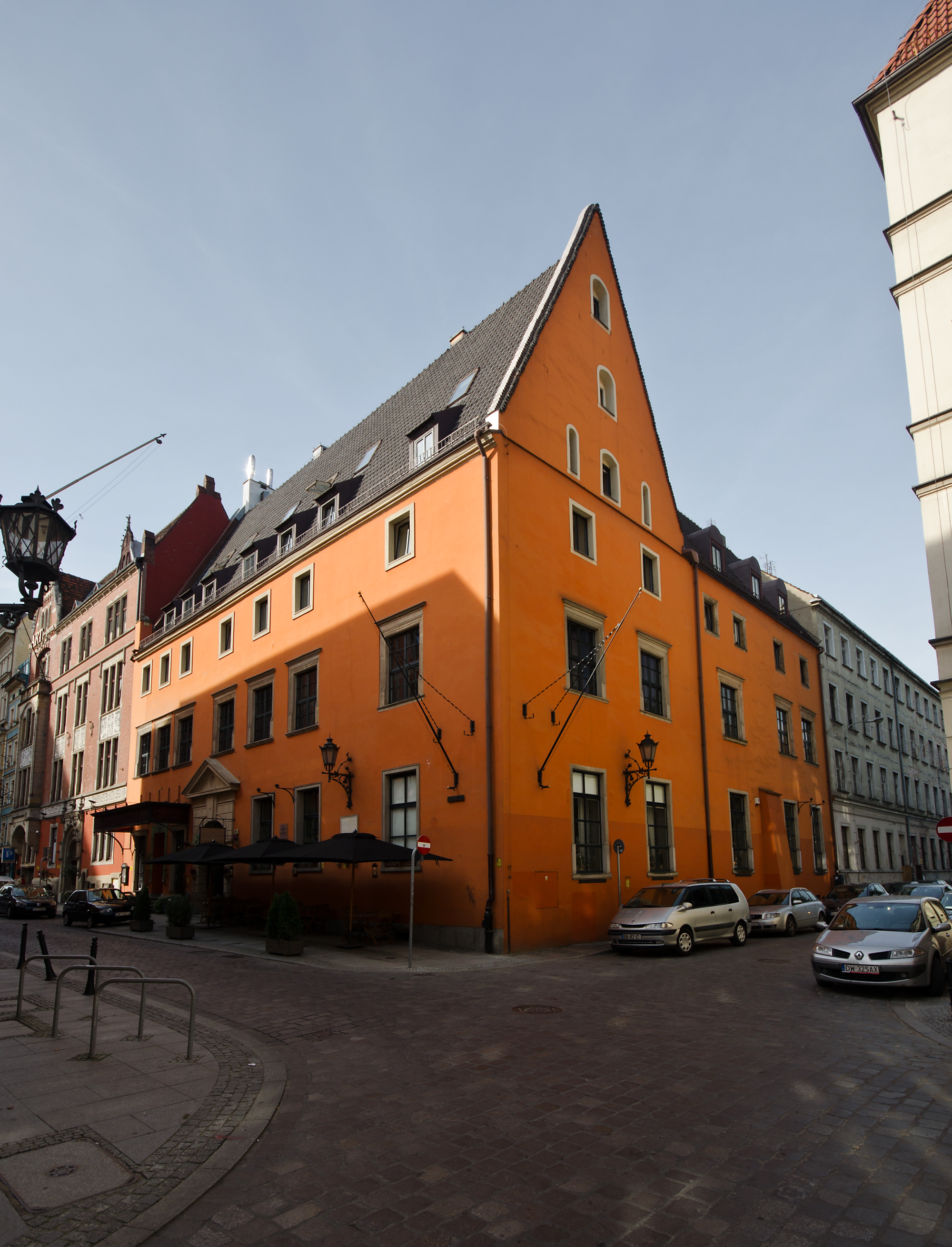
д. 20

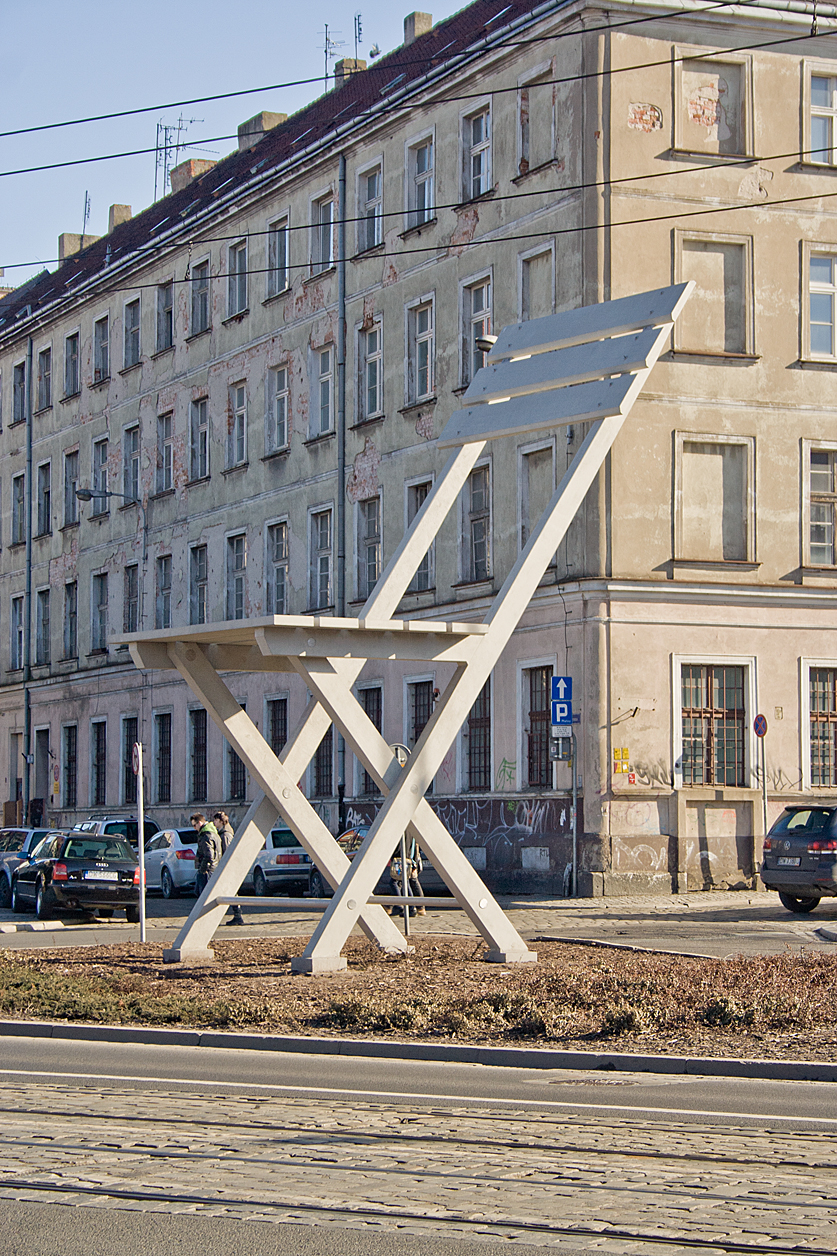
«кресло Кантора»

Улица оставалась безымянной как короткий проезд, идущий вдоль крепостных стен города, и определялась её расположением по отношению к существующим в этом районе скотобойне («поперечная», «за пресвитерием Св. Елизаветы», «возле скотобойни» (1453)) или бане («у бани» (1564)). Улица упоминается уже в 1345 году (и с XVII века) как Энгельсбург. Название улицы Энгельсбург связано с названием одного из расположенных здесь домов, который именовался «Замком Ангела» (Энгель по-немецки означает «ангел»).
Современное название, утверждено постановлением горсовета № 94 от 20 декабря 1945 года, связано с тем, что баня была построена здесь ещё в 1345 году. Она располагалась у ворот, ведущих к скотобойне, построенной в XIII веке, между улицами Жезнича и Лазенна и берегом реки Одры. В то время баня была единственным приписанным к улице зданием, остальные относились к Келбасничей, Жезничей, баня просуществовала до 1562 года.
В конце Второй мировой войны, во время осады Вроцлава в 1945 г., здания на улице получили значительные повреждения, а с северной стороны почти вся застройка (кроме доходного дома на углу с улицей Келбаснича) была обращена в руины.
С 1980 года в д. 4 много лет существовал джаз-клуб «Рура». В 2008 году здание было выставлено городом на продажу (состоялась в 2011 г.), а в 2014—2015 г. здание было отремонтировано и перестроено под общежитие на 51 номер и апартаменты.
8 сентября 2011 года на улице открыта инсталляция «Кресло» (Тадеуш Кантор).

## Достопримечательности
В конце улицы, в небольшой зеленой зоне между улицами Лазенна, Жезнича и Новы Свят, под открытым небом установлена инсталляция «Кресло Кантора».